# NEOS
NEOS (tysk: NEOS – Das Neue Österreich und Liberales Forum) er et østrigsk liberalt og pro-europæisk politisk parti, som blev stiftet i oktober 2012.
Partilederen siden partiets stiftelse er Matthias Strolz. Som det første liberale parti siden Liberales Forum røg ud af nationalrådet i 1999, lykkedes det for NEOS at komme ind i nationalrådet i september 2013. I Europa-parlamentsvalget 2014 vandt partiet et af de 18 østrigske mandat.